# RS/6000

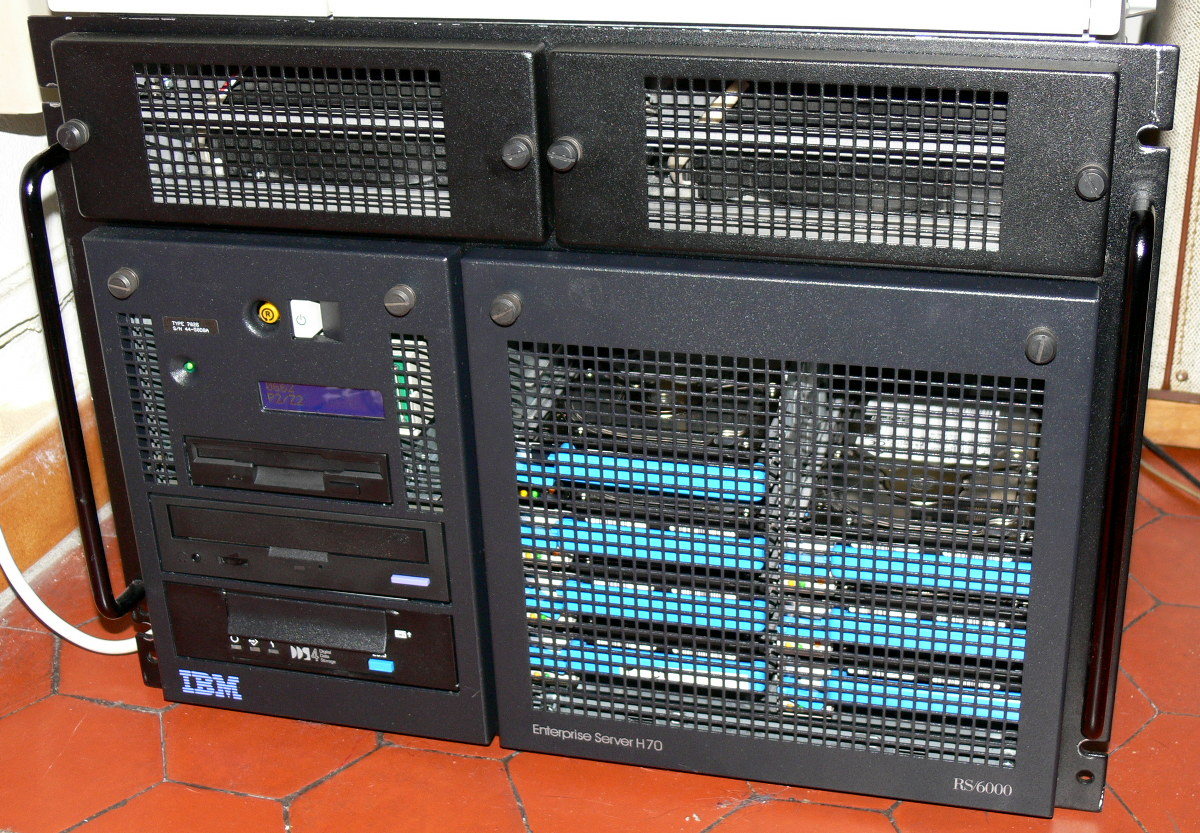
Rs/6000的H70型

RS6000是IBM公司使用其RISC架构的Power处理器设计生产的小型计算机。
由于使用了高效率的Power处理器，RS6000具有强大的处理能力，1997年击败国际象棋大师卡斯帕罗夫的深藍计算机就是RS/6000的一个分支。但是因为性能优异，RS/6000系列的价格也较为昂贵。
RS/6000是Risc System / 6000的简写。RS/6000通行的官方操作系统是IBM的AIX。